# Іджві
Іджві — найбільший острів, розташований на поверхні озера Ківу, один із найбільших у світі островів прісноводних водойм. Площа острова 285 км², належить Демократичній Республіці Конго, довжина острова — близько 40 км. Східніше острова пролягає водний кордон з Руандою.
Іджві є густозаселеним островом, 1996 року на ньому проживало 112 тисяч місцевих жителів та 50 тисяч біженців з Руанди. У 2017 році населення острову перевищило 290,000 осіб.